# Emberiza variabilis

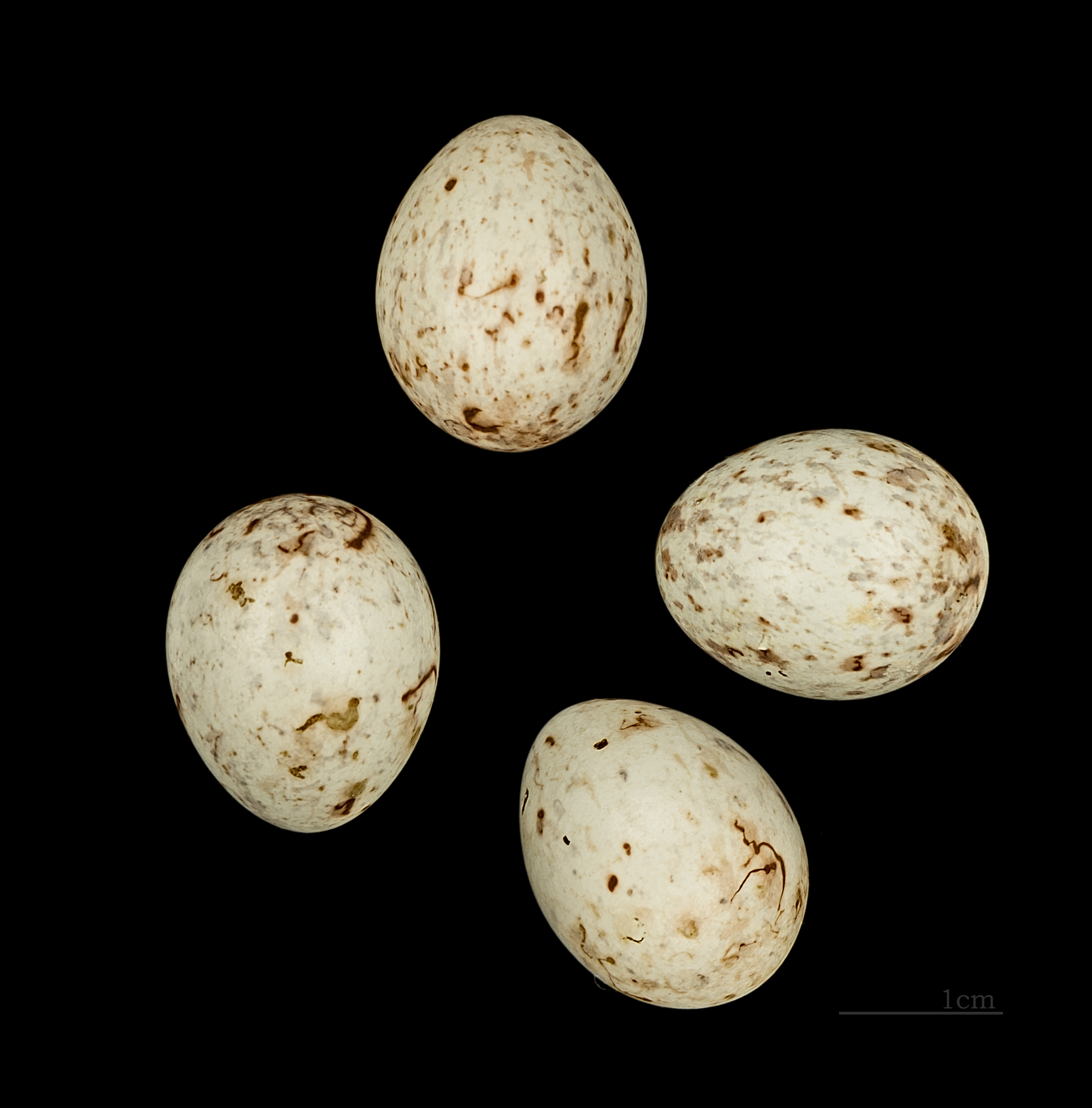
Emberiza variabilis

Emberiza variabilis là một loài chim trong họ Emberizidae.